# Jean-François Laslier
Jean-François Laslier, né le 23 septembre 1959 à Alger, est un chercheur en sciences sociales français. Il est directeur de recherche au Centre national de la recherche scientifique (CNRS) et professeur à l'École d’économie de Paris (EEP).

## Biographie
Né à Alger en 1959, diplômé de l'École nationale de la statistique et de l'administration économique (1984).
Il fait sa thèse sous la direction de Jacques Lesourne au Conservatoire national des arts et métiers (CNAM) sur l’auto-organisation en Économie (1991).
Chercheur au CNRS, il a travaillé successivement à l’université de Cergy Pontoise, au California Institute of Technology, à l’École polytechnique et à l’École d’économie de Paris. De 2005 à 2016 il a dirigé la revue Mathematical Social Sciences. Il est lauréat de la médaille d'argent du CNRS en 2021.

## Contributions scientifiques

### Auto-organisation en économie
La problématique de l’auto-organisation en économie questionne les fondements de l’économie classique sur la place de la rationalité individuelle. Les travaux de Jacques Lesourne et de son équipe, dont la thèse de Jean-François Laslier est un exemple, montrent premièrement que, sur un marché simple, la convergence vers le prix d’équilibre se fait si les agents sont des « systèmes adaptatifs lents » qui fonctionnent suivant des principes d’adaptation partielle, progressive, locale, et décentralisée. Dans cette approche, basée sur les travaux pionniers de Herbert Simon sur la rationalité limitée, chaque individu est partiellement rationnel, et un paradigme évolutionniste remplace la « main invisible » d'Adam Smith.
Dans sa thèse de doctorat (1991) et ses travaux des années 90, Jean-François Laslier explore à l’aide de modèles formalisés cette idée dans les cas classiques dits « imperfections de marché » où la rationalité pure décentralisée conduit à des dysfonctionnements : rendements d’échelles croissants, problèmes d’information et d’anticipation, théorie des jeux. Outre Jacques Lesourne, il collabore notamment avec Gilbert Laffond, Bernard Walliser et André Orléan.

### Théorie du choix social
Après l’engouement des sciences économiques pour la théorie du choix social et des travaux pionniers de Kenneth Arrow des années 50 à 70 sur l'agrégation des préférences, certains chercheurs poursuivent des études plus marginales et proprement techniques sur le sujet dans les années 90. A ce titre, à propos de la règle majoritaire Jean-François Laslier étudie la structure mathématique de tournoi (relation binaire complète et asymétrique) dans une série de travaux avec Gilbert Laffond, Jean Lainé et Michel Le Breton.

### Science politique formelle
Certains résultats théoriques obtenus sur les tournois, en particulier le théorème d’unicité de l’équilibre des jeux de tournoi  peuvent être utilisés pour décrire la compétition électorale entre deux partis, ou candidats, qui ne cherchent qu’à être élus. Ce théorème permet de définir le scrutin de Condorcet randomisé. 
Aux côtés d’autres chercheurs, Jean-François Laslier participe au développement de la « Science Politique Formelle », qui utilise les outils de la micro-économie, en particulier la théorie des jeux et la théorie du choix social, pour aborder des questions proprement politiques. En français il publie un ouvrage sur le sujet, qui aborde le paradoxe du vote, le théorème du jury de Condorcet, les modes de scrutin, le paradoxe de la non-existence d'un vainqueur de Condorcet, le vote stratégique dans les comités, la compétition électorale, le théorème de l'électeur médian.

### Science politique comportementale
Jean-François Laslier a réalisé des études empiriques sur le vote et l’utilisation des modes de scrutin par les électeurs. Ses enquêtes se déroulent soit en laboratoire, soit sous la forme d’enquêtes ouvertes en ligne,, soit encore dans les bureaux de vote. 

### Méthodes de vote par évaluation
Comme beaucoup d’autres théoriciens, Jean-François Laslier s’est intéressé aux méthodes de vote par évaluation, dans lesquelles chaque électeur se prononce sur chaque candidat. Des arguments de différentes natures ont été rassemblés en faveur de l’utilisation de la plus simple des méthodes par évaluation : le vote par approbation (dit parfois en France vote par assentiment). Cette méthode de vote consiste à indiquer pour chaque candidat si on est favorable ou non à son élection, le candidat élu étant celui dont l’élection recueille le plus grand nombre de soutiens. 
Pour les élections uninominales, c’est-à-dire les élections qui consistent à choisir une et une seule personne, Jean-François Laslier s’est prononcé en faveur de l’adoption du vote par approbation ou de variantes laissant la possibilité à l’électeur de donner plus ou moins de points à chaque candidat (le « vote par note » ou « vote de valeur »),.  Il estime que cette méthode devrait favoriser l’élection de candidats « consensuels »,. Ces idées sont développées en français dans un opuscule du CEPREMAP paru en 2019.

## Rapports concernant des questions politiques ou sociales

### Parlement européen
Jean-François Laslier a fait partie du groupe de travail initié par le Parlement européen qui a formulé le « compromis de Cambridge », une proposition de règle de répartition des sièges du Parlement européen entre les Etats-Membres en fonction de leurs populations. Cette proposition satisfait le principe de « proportionnalité dégressive » qui est une norme de fait au Parlement européen et qui est justifiée théoriquement.

### Assemblée nationale française
Jean-François Laslier participe avec Marie-Anne Cohendet, Jérôme Lang, Frédéric Sawicki et Thierry Pech à la rédaction d'un rapport de Terra Nova publié en mars 2018. Le rapport préconise un système mixte comprenant au moins un quart des députés élus à la proportionnelle. Le sujet fait débat.

### Référendum d'initiative citoyenne délibératif
En février 2019, Laslier publie avec plusieurs co-auteurs une note de Terra Nova proposant un référendum d'initiative citoyenne délibératif. Ils proposent en particulier que le référendum d'initiative soit accompagné de la création d'une assemblée populaire de 100 personnes tirées au sort. Cette assemblée serait chargée d'éclairer le public en produisant une note de synthèse qui présente les arguments les plus pertinents en faveur du oui et du non.
Ces idées sont partiellement reprises dans la création à l'été 2019 de la Convention citoyenne pour la transition écologique.

### Football
A propos des séances tirs au but, l’analyse statistique développée par Luc Arrondel, Richard Duhautois et Jean-François Laslier confirme l'existence d'effets psychologiques sur le tireur (la « pression »), mais contredit l'idée répandue suivant laquelle l’équipe tirant la première aurait un avantage substantiel,. 
Utilisant une approche par simulation mathématique, Laslier et ses co-auteurs ont étudié la meilleure manière d’organiser les compétitions sportives pour éviter les matchs sans enjeu ou potentiellement collusifs, et proposé une réforme des tirages au sort de la Coupe du Monde de football.

## Contributions  non scientifiques
Jean-François Laslier forme, avec le chercheur Luc Arrondel, le « comité exécutif de rédaction » de Déconnométrica, revue pseudo-scientifique et fantaisiste francophone. Les articles de cette revue sont généralement des caricatures d'articles des sciences économiques. Ils tournent souvent en dérision les habitudes des économistes et les travers de la profession (par exemple les « progrès de la Science Economique »), ou traitent de manière humoristique de sujets de société (par exemple sur le « cathokini »). Cette pratique est peu commune dans la profession.